# Альберто Ботія
Альберто Ботія (ісп. Alberto Botía, нар. 27 січня 1989, Мурсія) — іспанський футболіст, захисник клубу «Аль-Гіляль».
Вихованець «Барселони», за основну команду якої провів один матч і став чемпіоном Іспанії, після чого виступав за ряд іспанських клубів, а також молодіжну збірну Іспанії, у складі якої став молодіжним чемпіоном Європи.

## Клубна кар'єра
Народився 27 січня 1989 року в місті Мурсія. Почав займатися футболом у клубі «Реал Мурсія». 2003 року перейшов в юнацьку команду «Барселони».
У дорослому футболі дебютував 2006 року виступами за команду «Барселона Б», в якій провів три сезони у Сегунді Б, взявши участь у 59 матчах чемпіонату. 30 травня 2009 року дебютував в матчі за основну команду в останньому матчі сезону проти «Депортіво», замінивши на 63 хвилині Жерара Піке. Матч завершився внічию 1:1 і приніс каталонцям титул чемпіона Іспанії. Того ж сезону «Берселона» стала ще й володарем Кубка Іспанії та переможцем Ліги чемпіонів УЄФА, проте в тих турнірах Ботія так і не зіграв.
14 липня 2009 року перейшов в хіхонський «Спортінг» на правах оренди на один сезон. По завершенні терміну угоди підписав зі «Спортингом» повноцінний контракт на чотири роки, в перші три з яких «Барселона» мала першочергове право викупу гравця. Більшість часу, проведеного у складі хіхонського «Спортінга», був основним гравцем захисту команди.
Влітку 2012 року, після того як «Спортінг» вилетів з Ла Ліги, Ботія перейшов до «Севільї» за 3 млн євро. Проте закріпитись в основному складі Альберто не зумів, зігравши за сезон лише 25 матчів (16 у чемпіонаті та 7 у кубку). Через це протягом сезону 2013/14 виступав у Ла Лізі за «Ельче».
1 серпня 2014 року Альберто Ботія за 2 млн євро перейшов до грецького «Олімпіакоса», підписавши контракт на чотири роки. Відтоді встиг відіграти за клуб з Пірея 9 матчів в національному чемпіонаті.

## Виступи за збірні
2009 року залучався до складу молодіжної збірної Іспанії до 20 років у складі якої став переможцем Середземноморських ігор.
У складі збірної до 21 року браву часть в молодіжному чемпіонаті Європи з футболу 2011 року, де відіграв усі матчі без замін та допоміг своїй команді виграти звання чемпіонів. Всього на молодіжному рівні зіграв у 25 офіційних матчах, забив 1 гол.
25 серпня 2011 року головний тренер збірної Іспанії Вісенте дель Боске включив Ботію в список гравців, викликаних для участі в товариському матчі проти збірної Чилі і у відбірковому матчі до Євро-2012 проти збірної Ліхтейштейну, але на поле він так і не вийшов.
2012 року у складі олімпійської збірної, Ботія поїхав на Олімпійські ігри в Лондон. Збірна Іспанії не змогла вийти з групи та покинула турнір.

## Титули і досягнення

### Клубні
- Чемпіон Іспанії (1):

«Барселона»: 2008-09
- Володар Кубка Іспанії з футболу (1):

«Барселона»: 2008-09
- Переможець Ліги чемпіонів УЄФА (1):

«Барселона»: 2008-09
- Чемпіон Греції (1):

«Олімпіакос»: 2013-14
- Володар Суперкубка Саудівської Аравії (1):

«Аль-Гіляль»: 2018

### Збірна
- Переможець Середземноморських ігор (1):

Іспанія U-20: 2009
- Молодіжний чемпіон Європи (1):

Іспанія U-21: 2011